# Ubbo Emmius
Ubbo Emmius (født 5. december 1547 i Greetsiel i Ostfriesland, død 9. december 1625 i Groningen i Nederlandene) var en teolog, historiker, pædagog og universitetet i Groningens første rektor.

## Liv og gerning
Ubbo Emmius gik i skole i Emden i Ostfriesland og der efter i Bremen og Norden. Der efter studerede han i Rostock, inden han 1574 vendte tilbage til Greetsiel. Under sin tid i Rostock inspireredes han af blandt andre historikeren David Chytraeus. I 1576 begav han sig til det sydlige Tyskland, blandt andet Heidelberg, Freiburg im Breisgau og Basel. I Basel besøgte han sit forbillede Erasmus af Rotterdams grav, inden han kom til Genève, hvor han genoptog sine akademiske studier. I Genève omgikkes han blandt andet med teologiprofessoren Theodor Beza.
I 1578 vendte Ubbo Emmius tilbage til Ostfriesland, hvor han blev rektor for et gymnasium i Norden. I 1588 blev han rektor for gymnasiet i Leer. I 1596 flyttede han til Groningen, hvor han blev rektor for en skole. I 1614 blev han rektor for det nyoprettede Groningen Universitet. I Groningen var han professor i græsk og historie, og under hans ledelse udviklede universitetet sig hurtigt.

## Familie
Ubbo Emmius var gift to gange.
I 1581 giftede han sig med sin første kone Theda Tjabbern (1544-1583) fra nord, en slægtning af borgmesteren i Emden, Onno Tjabbern.
Efter hendes død i 1586 giftede han sig med Margaretha van Bergen (1566-1636). Af børnene overlevede kun to faderen: datteren Elisabeth (døde 1629) og hans søn Wessel Emmius (1589-1654), som senere blev præst i Groningen.

## Forfatterskab
Meget af hans videnskabelige arbejde vedrører hans samtids religiøse og politiske kampe. Fra Nederlandene førte han en skriftlig kamp mod det lutherske hofparti i Aurich og den absolutte fyrstestyre i Ostfriesland. Af samme grund blev hans oplysningsbøger og skrifter offentligt brændt.
Hans mest berømte arbejde er Rerum Frisicarum historiae libri 60, "de treds bøger om frisisk historie", forsynet med et detaljeret kort over Østfrisien. Hans politiske skrifter og korrespondance med de førende mænd i hans tid, hvor han argumenterede for befolkningens ret til at gøre modstand mod myndighederne, karakteriserer ham som forløber for parlamentarisme og revolutionær lov, hvorfra går en direkte linje til Jean-Jacques Rousseau og den franske revolution.
Ubbo Emmius videnskabelige værker omfatter emneområder som teologi, historie og statsvidenskab.
Blandt hans videnskabelige værker kan nævnes:
- Rerum Frisicarum historiae decades (Emmius mest kendte værk om den frisiske historie, udgivet i Leiden 1616)
- Opus chronologicum (Groningen, 1619)
- Vetus Graecia illustrata (Leiden, 1626)
- Historia temporis nostri (Groningen, 1732)

- I dette hus i Greetsiel blev Ubbo Emmius født i 1547
- Ubbo Emmius kort over Ostfriesland fra 1595